# 鄭陽
鄭陽（1463年—1522年），字宗乾，號松崖，直隸保定府安肅縣人，民籍，明朝政治人物。

## 生平
弘治二年（1489年）己酉科順天府鄉試第六十七名舉人。弘治九年（1496年）中式丙辰科會試第六十三名，三甲第一百三十六名進士。次年授夏津县知县，十五年擢监察御史，十八年巡视太平诸府马政。正德二年（1507年）巡按河南，以触怒大太监刘瑾，被下诏狱，贬为旌德县主簿，后升潜山知县。正德五年刘瑾被杀，升迁为四川按察司佥事，六年升浙江按察司副使，历任湖广按察使、山东右布政使、山西左布政使。正德十二年，擢都察院右副都御史、巡抚宁夏，改巡抚陕西，十三年命理延绥軍饷，当年冬天，正德皇帝巡幸榆林，赐蟒服。十四年七疏乞致仕，归家数月病逝，享年六十。

## 家族
曾祖鄭興；祖父鄭通；父鄭臻，浙江織染局大史。母張氏。永感下。

## 轶事
《明朝小史》卷十一·正德纪《下箸》记载：正德皇帝駕幸陕西延安府，守臣准备御膳送行，常规是由镇守太监送酒，巡抚下箸（筷子）。當天由于上菜迟了，巡抚郑阳怕筷子丢失，将其收到衣袖中。不久皇帝駕到，随从的兵马卫士纷纷扰扰推攘，将巡抚郑阳挤到了外面，当时文武官员皆身着戎服，遂不能分辨。正德就席后找不到筷子，急呼送箸来，仓卒之间无处寻郑阳，正德笑道：若叫我来做抚按官，决不如此怠慢。